# Stamsund
Stamsund is een plaats in de Noorse gemeente Vestvågøy, provincie Nordland. Stamsund telt 980 inwoners (2007) en heeft een oppervlakte van 1,14 km².

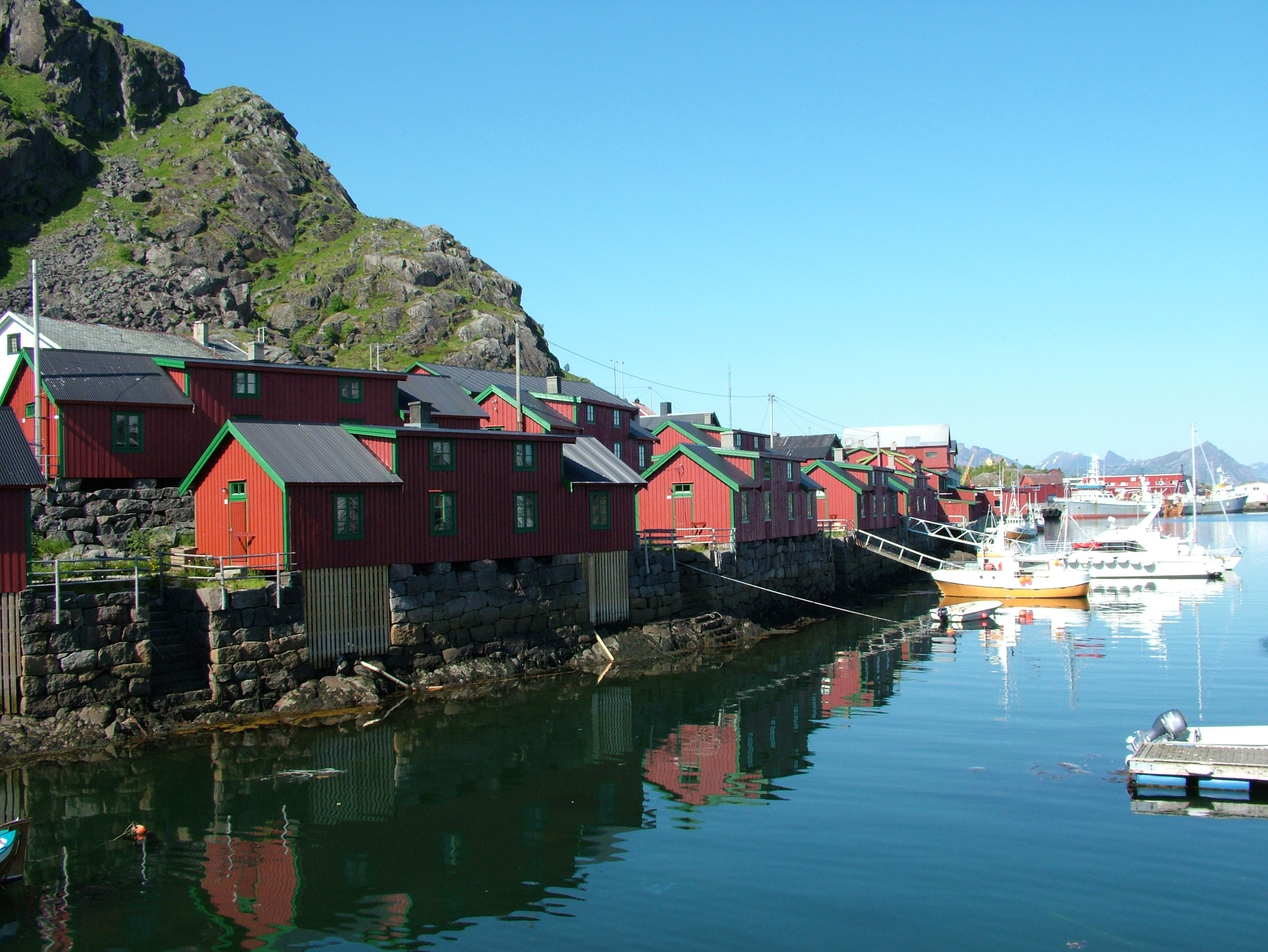
Haven